# Палата (Кампобасо)
Палата (итал. Palata) је насеље у Италији у округу Кампобасо, региону Молизе.
Према процени из 2011. у насељу је живело 1552 становника. Насеље се налази на надморској висини од 482 м.

## Становништво
| 1931. | 1936. | 1951. | 1961. | 1971. | 1981. | 1991. | 2001. | 2011. |
| ----- | ----- | ----- | ----- | ----- | ----- | ----- | ----- | ----- |
| 3.475 | 3.596 | 3.733 | 3.148 | 2.528 | 2.365 | 2.241 | 1.940 | 1.769 |